# Élie Faure
Élie Faure (Sainte-Foy-la-Grande, 4 aprile 1873 – Parigi, 29 ottobre 1937) è stato uno storico dell'arte e medico francese, autore nel 1919-1921 di una Storia dell'arte, considerata tra le più importanti in lingua francese.

## Biografia
Figlio di Pierre Faure, commerciante al dettaglio, e di Suzanne Reclus, si è legato fin dall'infanzia con due zii, il geografo e militante anarchico Élisée Reclus e l'etnologo Élie Reclus. A 15 anni si trasferisce a Parigi, raggiungendo i fratelli Léonce e Jean-Louis e frequentando il Lycée Henri-IV. Invaghitosi della pittura, visita quasi quotidianamente il Museo del Louvre e legge le opere di Henri Bergson, suo professore di filosofia.
Dopo essersi iscritto alla facoltà di medicina (suo fratello Jean-Louis diventa ginecologo), lavora come anestesista, specializzandosi quindi in imbalsamazione, ma la sua vera passione continua a essere l'arte e frequenta diversi studi di pittori e scultori. Prende posizione nell'affare Dreyfus e partecipa ai movimenti socialisti. Nel 1899, a 26 anni, si laurea.
Nel 1902 comincia a pubblicare articoli di estetica (in qualche modo da autodidatta) sul giornale L'Aurore e presto diventa esperto di artisti come Cézanne e Diego Velázquez, dedicando a questo la sua prima monografia. Altre monografie le dedicherà a André Derain, a Chaïm Soutine e a Corot.
Tra il 1905 e il 1909, tiene delle conferenze di storia dell'arte all'Università Popolare "La Fraternelle" nel III arrondissement di Parigi. Sono i primi passi di quella che diventerà la sua opera più nota, una monumentale storia dell'arte pubblicata a partire dal 1909 e più volte rivista e riedita per venti anni. È un'opera che traccia le linee principali di architettura, scultura, pittura e manufatti artigianali dalla preistoria all'inizio del XX secolo.
In Les Constructeurs (1914) si domanda quale sia il ruolo dell'artista nella società, collegandosi al pensiero di Jules Michelet e Friedrich Nietzsche.
Durante la prima guerra mondiale fa il medico al fronte, quindi riprende i suoi studi, scrivendo una biografia di Napoleone Bonaparte pubblicata nel 1921.
Preoccupato per l'ascesa del fascismo nel 1930, sostiene i repubblicani contro Francisco Franco durante la guerra civile spagnola, prestando la sua opera di medico ai combattenti di Barcellona e Madrid e diventando nel 1936 co-presidente del "Comité d'aide au peuple espagnol". La sua testimonianza sulla guerra civile spagnola verrà pubblicata postuma in Méditations catastrophiques (1937). I suoi quaderni di viaggi sono stati pubblicati in Mon periple.
Muore a 64 anni per una crisi cardiaca ed è sepolto nel cimitero di Saint-Antoine-de-Breuilh.

## Vita privata
Il 7 aprile 1896, sposa Suzanne Gilard, figlia del pastore di Eynesse.

## Opere (parziale)
- Vélasquez: biographie critique, Paris, Laurens, 1903.
- Formes et forces: ceux qui vivent, Paris, Floury, 1907.
- Eugène Carrière peintre et lithographe, Paris, Floury, 1908.
- L'Art antique, Paris, Floury, 1909.
- L'Art médiéval, Paris, Floury, 1909.
- Les Constructeurs: Lamarck, Michelet, Dostoievsky, Nietzsche, Cézanne, Paris, Crès, 1914
- L'Art renaissant, Paris, Floury, 1914.
- La Conquête, Paris, Crès, 1917.
- La sainte Face, Paris, Crès, 1917.
- La Roue, Paris, Crès, 1919.
- La Danse sur le Feu et l'Eau, Paris, Crès, 1920.
- Napoléon, Paris, Crès, 1921.
- L'Arbre d'Eden, Paris, Crès, 1922.
- Henri Matisse, Paris, Crès, 1923.
- Paul Cézanne, Paris, Crès, 1923 (n. ed. 1995).
- André Derain, Paris, Crès, 1923.
- Histoire de l'art, I. L'Art antique, II. L'Art médiéval, III. L'Art renaissant, IV. L'Art moderne, Paris, Crès, 1924 (n. ed. 1939-1941); Paris, Bartillat, 2010. ISBN 978-2841004836
- Montaigne et ses trois premiers-nés, Paris, Crès, 1926.
- L'Esprit des formes, Paris, Crès, 1927
- Soutine, Paris, Crès, 1929.
- Les trois gouttes de sang, Paris, Malfère, 1929.
- Corot, Paris, Crès, 1931.
- Decouverte de l'archipel, Paris, La nouvelle revue critique, 1932; Le livre de Poche, 1978.
- Ombres solides (Essais d'esthétique concrète), Paris, Société française d'éditions littéraires et techniques, 1934.
- Regards sur la terre promise, Paris, Jean Flory, 1936.
- Méditations catastrophiques, Paris, Flory, 1937; Bartillat, 2006.
- Équivalences, Paris, R. Marin, 1951.
- Fonction du cinéma, de la cinéplastique à son destin social (1921-1937), prefazione di Charles Chaplin, Paris, Plon, 1953.
- Œuvres complètes, 3 voll., Paris, Pauvert, 1964.
- L'homme et la danse, Perigueux, Fanlac, 1975.
- Mon periple, La Tour d'Aigues, Éditions de l'aube, 2002.

## Omaggi
- Dal 1980 a lui è dedicato il premio annuale Prix Élie-Faure per il miglior libro d'arte.
- Henry Miller lo cita spesso e durante il suo soggiorno parigino ne leggeva spesso le opere.
- Will Durant dice che la sua storia dell'arte è uno dei 100 principali libri educativi dell'umanità.
- Jean-Luc Godard ne mette un volume in mano al protagonista di Il bandito delle ore undici.